# Funky Man
Funky Man – singel Dee Dee Kinga wydany w 1987 przez firmę Rock Hotel Records.

## Lista utworów
1. Funky Man (Dee Dee King) – 4:45
2. Funky Man (Dub Mix) (Dee Dee King) – 6:55

## Skład
Dee Dee King